# Torpedo adenensis
Torpedo adenensis ist eine Rochenart aus der Familie der Zitterrochen. Er lebt im Golf von Aden im nordwestlichen Indischen Ozean und unterscheidet sich von anderen Arten der Gattung durch die auffallende Färbung seines Rückens.

## Merkmale
Torpedo adenensis hat die typische etwas breitere als lange Scheibenform seiner Familie, bestehend aus Leib und Brustflossen, wobei die Scheibe leicht ein Afterflossenpaar überdeckt. Die Augen sind verhältnismäßig klein und liegen nah an den großen Spritzlöchern. Er hat zwei Brustflossen, die bei weiblichen Exemplaren kleiner und weniger rund sind. Die Afterflossen sind lang und schmal, der Schwanz ist hingegen kurz und kräftig und wie der Rücken von rostroter bis orangebrauner Färbung, ohne die typischen Flecken anderer Vertreter der Gattung; die Unterseite ist cremeweiß. Die beiden Elektroplaxe sind am Schwanzansatz deutlich erkennbar. Bei Erreichen der Geschlechtsreife erreichen Vertreter der Art zwischen 30 und 40 cm Gesamtlänge.